# Parapediasia tenuistrigatus
Parapediasia tenuistrigatus là một loài bướm đêm trong họ Crambidae.